# Università di musica e danza di Pyongyang
L'Università di musica e danza di Pyongyang è una scuola di arti performative nordcoreana fondata nel luglio del 1972 nel distretto Taedonggang di Pyongyang a seguito di una fusione con il College artistico di Pyongyang Art College. Le sue strutture includono un'orchestra al completo ed una sala da concerti di 5 501 metri quadrati. Il 30% degli insegnanti possiede lauree e titoli accademici.
Il sistema educativo dell'università consiste in corsi regolari di quattro o cinque anni e due o tre di specializzazione. Esiste anche un corso prescolare di due anni, quattro di corso primario e tre preparatori per i più giovani.
Gli edifici furono sviluppati e costruiti secondo le direttive sul posto di Kim Il-Sung e del figlio Kim Jong-Il.

## Dipartimenti
- Musica strumentale nazionale
- Musica strumentale moderna
- Canto
- Danza e composizione (pratica e teoria)